# 乔希·克罗
乔希·克罗（英語：Josh Krogh，1982年4月3日—），澳大利亚男子游泳运动员。他曾代表澳大利亚参加2006年英联邦运动会游泳比赛，获得男子200米蝶泳和男子4×200米自由泳接力铜牌。